# Beuzeville-la-Grenier
Beuzeville-la-Grenier is een gemeente in het Franse departement Seine-Maritime (regio Normandië) en telt 1035 inwoners (1999). De plaats maakt deel uit van het arrondissement Le Havre.

## Geografie
De oppervlakte van Beuzeville-la-Grenier bedraagt 6,2 km², de bevolkingsdichtheid is 166,9 inwoners per km².
De onderstaande kaart toont de ligging van Beuzeville-la-Grenier met de belangrijkste infrastructuur en aangrenzende gemeenten.

## Demografie
Onderstaande figuur toont het verloop van het inwonertal (bron: INSEE-tellingen).